# Fridrih Mišer
Johan Fridrih Mišer (13. avgust 1844, Bazel – 26. avgust 1895, Davos) je bio švajcarski lekar i biolog. On je prvi izolovao i identifikovao nukleinsku kiselinu.

## Literatura
- Dahm, R (2008). „Discovering DNA: Friedrich Miescher and the early years of nucleic acid research”. Human Genetics. 122 (6): 565—81. ISSN 0340-6717. PMID 17901982. doi:10.1007/s00439-007-0433-0.
- Dahm, R (2005). „Friedrich Miescher and the discovery of DNA”. Developmental biology. 278 (2): 274—88. ISSN 0012-1606. PMID 15680349. doi:10.1016/j.ydbio.2004.11.028.
- Maderspacher, F (2004). „Rags before the riches: Friedrich Miescher and the discovery of DNA”. Current biology. 14 (15): R608. ISSN 0960-9822. PMID 15296772. doi:10.1016/j.cub.2004.07.039.
- Knill, Rl (1993). „Practical CO2 monitoring in anaesthesia”. Canadian Journal of Anesthesia. 40 (5 Pt 2): R40—9. ISSN 0832-610X. PMID 8500212. doi:10.1007/BF03020684.
- Merke, F (1973). „Forgotten fundamental physiological studies of migrating salmon by Basel's physiologist, Friedrich Miescher”. Gesnerus. 30 (1-2): 47—52. ISSN 0016-9161. PMID 4581278.
- James, J (1970). „Miescher's discoveries of 1869. A centenary of nuclear chemistry”. The journal of histochemistry and cytochemistry : official journal of the Histochemistry Society. 18 (3): 217—9. ISSN 0022-1554. PMID 4908150. doi:10.1177/18.3.217.[мртва веза]
- Ostrowski, W (1970). „From nucleic acids to DNA. On the 100th anniversary of the discovery of nucleic acids by Friedrich Miescher”. Postepy biochemii. 16 (4): 581—7. ISSN 0032-5422. PMID 4921671.
- De, Meuron-Landolt, M (1970). „Johannes Friedrich Miescher: his personality and the importance of his work”. Bulletin der Schweizerischen Akademie der Medizinischen Wissenschaften. 25 (1-2): 9—24. ISSN 0036-7494. PMID 4910336.
- Bernhard, K (1970). „Jonhannes Friedrich Miescher Symposium. 100th anniversary of the discovery of nucleic acids. Welcome”. Bulletin der Schweizerischen Akademie der Medizinischen Wissenschaften. 25 (1-2): 32—4. ISSN 0036-7494. PMID 4908661.
- Harbers, E (1969). „On the discovery of DNA by Friedrich Miescher 100 years ago”. German medical monthly. 14 (10): 517—8. ISSN 0016-8785. PMID 4903604.
- Harbers, E (1969). „On the discovery of DNA by Friedrich Miescher 100 years ago”. Deutsche Medizinische Wochenschrift. 94 (38): 1948—9. ISSN 0012-0472. PMID 4897532.
- Buess, H (1953). „Joh. Friedrich Miescher and the contribution of Basle physicians to the biology of the nineteenth century”. The Yale journal of biology and medicine. 25 (4): 250—61. ISSN 0044-0086. PMC 2599305 . PMID 13049881.
- Miescher, Friedrich (1871). „Ueber die chemische Zusammensetzung der Eiterzellen”. Medicinisch-chemische Untersuchungen. 4: 441—460.
- Greenstein JP (1943). „Friedrich Miescher, 1844-1895”. The Scientific Monthly. 57 (5): 523—532. JSTOR 18231.
- Meyer Friedman] and Gerald W. Friedland, Medicine's 10 Greatest Discoveries,  0-300-08278-9, pp. 194–196.

## Spoljašnje veze
- Kratka biografija i bibliografija
- FMI – Institut Fridrih Mišer